# Artiguelouve
Artiguelouve – miejscowość i gmina we Francji, w regionie Nowa Akwitania, w departamencie Pireneje Atlantyckie.
Według danych na rok 2015 gminę zamieszkiwało 1 614 osób, a gęstość zaludnienia wynosiła 150,8 osób/km².